# Katalonien-Rundfahrt 2008
Die 88. Katalonien-Rundfahrt ist ein Rad-Etappenrennen, das vom 19. bis 25. Mai 2008 stattfand. Das Rennen wurde über sechs Etappen und einem Prolog mit einer Gesamtlänge von 1032 Kilometern ausgetragen und zählt zur UCI ProTour 2008.
Neben den 18 UCI ProTeams erhielten die spanischen Teams Karpin Galicia, Andalucía-Cajasur, die französische Mannschaft Agritubel und das US-amerikanische Team Slipstream-Chipotle eine Wildcard.

## Etappen
| Etappe    | Tag     | Start – Ziel                      | km    | Etappensieger      | Gesamtwertung        |
| --------- | ------- | --------------------------------- | ----- | ------------------ | -------------------- |
| Prolog    | 19. Mai | Lloret de Mar (EZF)               | 03,7  | Thor Hushovd       | Thor Hushovd         |
| 1. Etappe | 20. Mai | Riudellots de la Selva – Banyoles | 167,8 | Thor Hushovd       | Thor Hushovd         |
| 2. Etappe | 21. Mai | Banyoles – La Seu d’Urgell        | 191,9 | Cyril Dessel       | Cyril Dessel         |
| 3. Etappe | 22. Mai | La Seu d’Urgell – Ascó            | 217,2 | Pierrick Fédrigo   | Rémi Pauriol         |
| 4. Etappe | 23. Mai | Ascó – El Vendrell                | 163,5 | Sylvain Chavanel   | Rémi Pauriol         |
| 5. Etappe | 24. Mai | El Vendrell – Pallejà             | 163,9 | Francesco Chicchi  | Rémi Pauriol         |
| 6. Etappe | 25. Mai | Pallejà – Barcelona               | 124,0 | José Luis Carrasco | Gustavo César Veloso |